# Цай Ци
Цай Ци (кит. 蔡奇; род. 5 декабря 1955, Юси, Саньмин) — китайский политик, член Политбюро ЦК КПК с 2017 г. (его Постоянного комитета c 2022 г.), первый по перечислению секретарь Секретариата ЦК КПК 20-го созыва с 23 октября 2022 года.
Глава Пекинского горкома КПК (2017—2022), перед чем мэр Пекина (с 2016). Доктор экономических наук. Член КПК с августа 1975 года. До 1999 года работал в родной провинции Фуцзянь, затем провел 15 лет в провинции Чжэцзян. С 2014 года в Пекине.
До переезда в Пекин являлся активным микроблогером — с более чем 10-ю миллионами подписчиков.

## Биография
По национальности ханец.
Получил образование в Фуцзяньском педагогическом университете. Вступил в партию в двадцатилетнем возрасте. В поздние годы культурной революции работал на селе. До 1999 года работал в провинции Фуцзянь.
С 1999 по 2014 год работал в провинции Чжэцзян, достиг должности заместителя губернатора (с 2013), перед чем с 2010 года являлся заворготделом парткома КПК провинции (на этой должности его преемником станет в 2013 г. Ху Хэпин). Там же познакомился с Си Цзиньпином, который в те годы возглавлял партком провинции. Цай Ци относят к так называемой «Чжэцзянской армии» Си Цзиньпина.
В 2014—2016 гг. заместитель управляющего делами Комитета по национальной безопасности ЦК КПК (National Security Commission of the Chinese Communist Party).
С 2016 года заместитель мэра, и. о. мэра, с 2017 по 13 ноября 2022 года мэр и с того же года глава Пекинского горкома КПК. Ещё до назначения главой Пекина газета South China Morning Post называла Цай Ци близким соратником Си Цзиньпина.
Известно его высказывание, что «служащим нужно войти в стеклянный дом, чтобы быть под контролем».